# Saavedra-Studie
|   | a | b | c | d | e | f | g | h |   |
| 8 |   |   |   |   |   |   |   |   | 8 |
| 7 |   |   |   |   |   |   |   |   | 7 |
| 6 |   |   |   |   |   |   |   |   | 6 |
| 5 |   |   |   |   |   |   |   |   | 5 |
| 4 |   |   |   |   |   |   |   |   | 4 |
| 3 |   |   |   |   |   |   |   |   | 3 |
| 2 |   |   |   |   |   |   |   |   | 2 |
| 1 |   |   |   |   |   |   |   |   | 1 |
|   | a | b | c | d | e | f | g | h |   |

Als Saavedra-Studie wird eine der bekanntesten und einflussreichsten Schachstudien bezeichnet. Die nur vier Steine enthaltende Schachkomposition erschien erstmals im Weekly Citizen am 4. Mai 1895 als Remisstudie des Franzosen Georges Emile Barbier, doch der spanische Priester Fernando Saavedra entdeckte eine von Barbier nicht erkannte Gewinnmöglichkeit für Weiß.

## Die Studie
Die Aufgabe war zunächst am 4. Mai 1895 als Remisstudie veröffentlicht worden, doch der Löser Fernando Saavedra machte wenige Tage nach der Veröffentlichung der Lösung am 11. Mai den Autor Barbier darauf aufmerksam, dass ein Gewinnweg möglich ist. Barbier druckte daraufhin am 18. Mai nochmals die Stellung, diesmal jedoch mit Gewinnforderung, ab und veröffentlichte deren Lösung am 25. Mai 1895.
Das obige Diagramm zeigt die ursprüngliche Studie, das untere die seit 1902 publizierten moderne Form. Da die Studie ursprünglich einen Weg zum Remis für Schwarz zeigen sollte, wurde sie zunächst mit schwarzem Zugrecht und weißem Bauer bereits auf c7 veröffentlicht.
Es erscheint zunächst offensichtlich, dass Schwarz nur dann Remis erreicht, wenn er seinen Turm gegen den weißen Bauern abtauschen kann. Varianten, in denen der weiße Bauer unbehelligt durchläuft, führen zu einem für Weiß gewonnenen Endspiel Dame gegen Turm. Die Patt-Möglichkeit in der Variante mit 6. c8D bildet hierzu eine Ausnahme.
|   | a | b | c | d | e | f | g | h |   |
| 8 |   |   |   |   |   |   |   |   | 8 |
| 7 |   |   |   |   |   |   |   |   | 7 |
| 6 |   |   |   |   |   |   |   |   | 6 |
| 5 |   |   |   |   |   |   |   |   | 5 |
| 4 |   |   |   |   |   |   |   |   | 4 |
| 3 |   |   |   |   |   |   |   |   | 3 |
| 2 |   |   |   |   |   |   |   |   | 2 |
| 1 |   |   |   |   |   |   |   |   | 1 |
|   | a | b | c | d | e | f | g | h |   |

Nach dem Zug
1. c6–c7
kann Schwarz die Umwandlung des Bauern nur verhindern, indem er ununterbrochen Schach bietet:
1. … Td5–d6+
Der weiße König kann wegen der Fesselung 2. … Td7 die 7. Reihe nicht betreten. Auch 2. Kc5? scheidet aus wegen 2. … Td1! mit der Drohung, auf 3. c8D mit dem Spieß 3. … Tc1+ zu erobern. Auch in den folgenden Zügen ist dem weißen König der Gang auf die die c-Linie verwehrt, während bei Ausweichen des Königs auf die a-Linie der Turm sich auf die c-Linie hinter den Bauern stellt. Um auf Gewinn zu spielen, bedient sich Weiß des Potter-Manövers:
2. Kb6–b5 Td6–d5+
3. Kb5–b4 Td5–d4+
4. Kb4–b3 Td4–d3+
Oder 4. Kb4–c3 Td4–d1 5. Kc3–c2 Td1–d4! mit demselben Ergebnis.
5. Kb3–c2
Jetzt kann Schwarz nicht mehr mit einem Spieß drohen und auch kein Schach mehr bieten, ohne den Turm zu verlieren. Er kann jedoch noch eine Pattfalle stellen:
5. … Td3–d4!
Es droht 6. … Tc4+, und nach 6. c8D Tc4+ 7. Dxc4 ist Schwarz patt, wie ursprünglich von Barbier beabsichtigt wurde. Die Züge 6. Kb3 Td3+ oder 6. Kc3 Td1! 7. Kc2 Td4 führen zur Stellungswiederholung. Saavedra fand den Gewinnweg:
6. c7–c8T!!
Weiß führt eine Unterverwandlung in einen Turm aus und droht Matt auf a8. Obwohl ein materielles Gleichgewicht vorhanden ist, hat Schwarz keine Verteidigung mehr. Da der Turm im Gegensatz zur Dame nicht schräg ziehen kann, ist 6. … Tc4+ 7. Txc4 keine Pattstellung. Die einzige Verteidigung gegen das drohende Matt ist:
6. … Td4–a4
Mit dem Abzug des Königs von der c-Linie
7. Kc2–b3!
führt Weiß nun einen Doppelangriff herbei. Die Doppeldrohung 8. Kxa4 und 8. Tc1 matt führt zum Gewinn des schwarzen Turmes, wonach Weiß elementar gewinnt.
Neben der berühmten Endspielstudie mit dem Réti-Manöver gilt dies als eine der berühmtesten Schachkompositionen überhaupt.

## Geschichte
Die Urheberschaft der Studie war lange Zeit unbekannt, ehe sie vom niederländischen Schachkomponisten John Selman rekonstruiert werden konnte. Dabei stützte er sich vor allem auf die Angaben des Augenzeugen Archibald Neilson, eines irischen Schachspielers und -kolumnisten. Selman erforschte auch die Verbreitung der Studie in den Anfangsjahren.

### Entstehung
Ausgangspunkt für die Studie war eine Partie zwischen Richard Fenton (Weiß) und William Potter. Bei der Vorgabepartie, in der Potter den Bauern f7 und einen Zug vorgegeben hatte, entstand nach 56 Zügen eine Stellung, die als remis vereinbart wurde, obwohl das Potter-Manöver gewonnen hätte. Barbier war Zuschauer bei dieser Partie.
|   | a | b | c | d | e | f | g | h |   |
| 8 |   |   |   |   |   |   |   |   | 8 |
| 7 |   |   |   |   |   |   |   |   | 7 |
| 6 |   |   |   |   |   |   |   |   | 6 |
| 5 |   |   |   |   |   |   |   |   | 5 |
| 4 |   |   |   |   |   |   |   |   | 4 |
| 3 |   |   |   |   |   |   |   |   | 3 |
| 2 |   |   |   |   |   |   |   |   | 2 |
| 1 |   |   |   |   |   |   |   |   | 1 |
|   | a | b | c | d | e | f | g | h |   |

|   | a | b | c | d | e | f | g | h |   |
| 8 |   |   |   |   |   |   |   |   | 8 |
| 7 |   |   |   |   |   |   |   |   | 7 |
| 6 |   |   |   |   |   |   |   |   | 6 |
| 5 |   |   |   |   |   |   |   |   | 5 |
| 4 |   |   |   |   |   |   |   |   | 4 |
| 3 |   |   |   |   |   |   |   |   | 3 |
| 2 |   |   |   |   |   |   |   |   | 2 |
| 1 |   |   |   |   |   |   |   |   | 1 |
|   | a | b | c | d | e | f | g | h |   |

Die Kontrahenten hatten nach 56. … Ta6+, oder anderen Angaben zufolge bereits in dieser Stellung, Remis vereinbart, obwohl das aus einer Studie von Kling und Horwitz bekannte Manöver gewonnen hätte (siehe Vorläufer): 56. … Ta6+ 57. Kc5 Ta5+ 58. Kc4 Ta4+ 59. Kc3 Ta3+ 60. Kb2 gewann, wie Johannes Zukertort im City of London Chess Magazine nachwies.
Nach Potters Tod am 13. März 1895 verfasste Barbier einen Nachruf, den er am 27. April 1895 veröffentlichte. Dabei gab er auch diese Partiestellung an, jedoch mit fehlerhaften Details. Insbesondere stand der Bauer nun eine Reihe weiter rechts, König und Turm hatten die Linien getauscht. Das tat der Lösung mit dem Potter-Manöver indessen keinen Abbruch. Laut Selman hatte Barbier die Stellung selbst fehlerhaft aus dem Gedächtnis rekonstruiert; später stellte sich jedoch heraus, dass dieses Diagramm bereits sieben Wochen zuvor von H. W. Hawks in seiner Kolumne im Newcastle Weekly Courant vom 9. März 1895 als die Partiestellung angegeben wurde.
Beim Analysieren der Stellung bemerkte Barbier eine Pattmöglichkeit für Schwarz, wenn der schwarze König auf a1 steht, statt auf h6 wie im fehlerhaft rekonstruierten Diagramm. Er veröffentlichte diese Stellung am 4. Mai 1895 mit Aufgabenstellung, dass Schwarz Remis halten möge, und bezeichnete sie zu Recht als eigene Komposition auf Basis der Partie Fenton–Potter.
Einer der Leser von Barbiers Schachkolumne war der spanischstämmige Reverend Fernando Saavedra, der zwischen der Publikation am 4. Mai 1895 und dem Erscheinen der Lösung am 11. Mai 1895 die Studie löste, sie jedoch ein paar Tage später nochmals ansah und dabei den Gewinnzug entdeckte. Kurze Zeit nach dem 11. Mai 1895 (in einem späteren Artikelentwurf gab Selman aus psychologischen Erwägungen den 13. Mai 1895 als wahrscheinliches Datum an) ging Saavedra in den Glasgower Schachklub und zeigte den drei anwesenden Mitgliedern Archibald Johnson Neilson, Georges Emile Barbier und Hector Rey den Gewinnweg. Barbier druckte am 18. Mai die Aufgabe mit der Gewinnforderung für Weiß nochmals ab und nannte dabei Saavedra als Finder der Gewinnführung. Am 25. Mai publizierte er die Lösung.

### Verbreitung

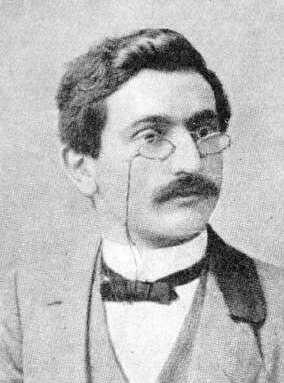
Emanuel Lasker

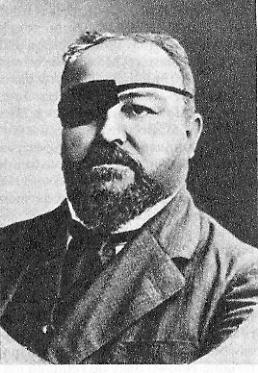
Richard Teichmann

Die Saavedra-Studie wurde um 1902 einer breiteren Schachöffentlichkeit bekannt, als Richard Teichmann sie beim Meisterturnier zu Monte Carlo demonstrierte und Emanuel Lasker die Aufgabe im selben Jahr in Vorträgen verwendete, weshalb sie oftmals Lasker zugesprochen wurde. Dieser gab bei seinen Vorträgen jedoch den Glasgow Weekly Herald als Quelle an. Die Wiener Schachzeitung druckte im zweiten Teil eines zweiteiligen Beitrags die Saavedra-Studie mit dem weißen Bauern auf c6 und der Überschrift Aus einer Partie Potter – Fenton ab. In einer Fußnote gab sie an, dass Saavedra den Gewinn der als remis gegebenen Partiestellung gezeigt habe, die im Glasgow Weekly Citizen 1895 gedruckt wurde.
Am 25. September 1910 und am 11. Juni 1911 wurde ein von Otto Dehler verfasster Artikel in den Hamburger Nachrichten (1910) respektive in der Wiener Schachzeitung publiziert. In dem Artikel schreibt Dehler: Die 'Wiener Schachzeitung' will den Namen anzugeben wissen und nennt einen Rev. Saavedra, der diese Gewinnführung in einer Partie, welche Remis gegeben wurde, nachgewiesen hat. In einer Fußnote dazu wies Georg Marco beim Abdruck in der Wiener Schachzeitung auf den obengenannten Artikel hin. Dabei gab er zusätzlich an, dass Emanuel Lasker dies bei einem Vortrag im Manhattaner Schachklub als Quelle genannt hatte. Am 15. Juni 1929 veröffentlichte Henri Weenink einen kurzen Artikel in der 50. Ausgabe seiner Kolumne über bekannte Schachstudien, in dem er Saavedra als schwedischen Vikar bezeichnete. Auch er benannte die Saavedra-Studie als Partiestellung zwischen Potter und Fenton, machte jedoch keine weiteren Quellenangaben.

### Recherche von Selman
Nach intensiven Recherchen gelang es John Selman, die Geschichte der Saavedra-Studie zu rekonstruieren. In einem im November 1940 veröffentlichten Artikel beschrieb er diese detailliert. Selman gibt an, die Studie bereits lange gekannt zu haben, doch bei der gemeinsam mit Cornelis Jan de Feijter begonnenen Sammlung von Studien mit Unterverwandlungen, die für spätere Veröffentlichungen konzipiert war, ein besonderes Interesse an der Studie gefunden zu haben. Dies lag vor allem daran, dass der Autor mit Ausnahme dieser Studie in der Schachwelt sowohl als Komponist als auch als Spieler völlig unbekannt war. Selbst die Quelle der Studie galt nicht als gesichert, da verschiedene Angaben kursierten. Stutzig wurde Selman dadurch, dass die Studie zwar schottisch sein sollte, Saavedra jedoch ein spanischer Name ist, den unter anderem der Don-Quixote-Autor Miguel de Cervantes Saavedra trug. Nach Recherchen und einem Brief an den Glasgower Schachklub, der sich nach Selmans Angaben als blind gefeuerter Glückstreffer erwies, wurde Selman mit Archibald Johnson Neilson bekanntgemacht, der im Mai 1895, als Saavedra die Gewinnführung demonstrierte, im Glasgower Schachklub anwesend war. Neilson, jahrelanger Sachbearbeiter einer Schachspalte im Falkirk Herald, war der erste echte Augenzeuge, den Selman finden konnte. Nach der Klarstellung einiger Fehlinformationen über Saavedra fährt Selman damit fort, dass es 1875 einen Zweikampf zwischen dem mit Meisterstärke spielenden William Norwood Potter und Vivian Fenton oder Richard Falkland Fenton gab. Potter, der einen Bauern und einen bzw. zwei Züge vorgab, gewann den Vorgabekampf mit fünf Siegen und vier Unentschieden aus neun Partien. Eine der Remispartien endete wie bei der Entstehung beschrieben, die Selman anschließend anführte.
Nach der Entstehungsgeschichte gab Selman den Lebenslauf Saavedras an und fuhr dann mit der Verbreitungsgeschichte der Studie fort. Diese war zunächst nur lokal bekannt, bis 1902 Schachweltmeister Emanuel Lasker Vorträge in Glasgow hielt und dort von Neilson die Studie gezeigt bekam. Nachdem Lasker sie am 3. Oktober 1902 bei einem Vortrag verwendete, wurde eine Nachricht darüber mit Nachdruck der Studie im Glasgow Weekly Herald vom 11. Oktober 1902 veröffentlicht. Dabei wurde der Bauer erstmals von c7 nach c6 gestellt, womit Weiß am Zug gewinnen sollte. In dem Artikel fanden sich jedoch mehrere Fehler, so wurde die Studie als Partiestellung zwischen Potter und Fenton dargestellt und Reverend S. [sic!] Saavedra als Autor benannt. Die Fehler wurden vom British Chess Magazine übernommen, als die Komposition dort nachgedruckt wurde, wonach es in jeder Schachzeitschrift 1902 oder 1903 publiziert wurde. Beim Schachturnier zu Monte Carlo im Februar 1902 kursierte die Studie jedoch bereits ebenfalls, dort ohne Autoren- und Quellenangabe. Sie wurde später Lasker zugeschrieben, was nach Selmans Meinung darauf zurückgeht, dass dieser die Aufgabe bei Vorträgen in Glasgow und Manchester verwendet hatte. Um 1911 stellte Creassey Edward C. Tattersall sein Buch A Thousand Endgames zusammen, wozu ihm Archibald Johnson Neilson die Saavedra-Studie sandte, die als Nummer 336 in das Buch aufgenommen wurde und anschließend erneut weltweit nachgedruckt wurde.
Saavedra selbst verlangte nie eine Autorenschaft der Aufgabe, doch Neilson sorgte dafür, dass Saavedras Name nicht in Vergessenheit geriet und druckte die Studie mehrmals in seiner Kolumne im Falkirk Herald ab. Mit einer Danksagung an mehrere Korrespondenten, unter anderem an Meindert Niemeijer, dessen Bibliothek er für die Recherchen nutzen durfte, beendete Selman anschließend seinen Artikel.

### Spätere Recherchen
Im Jahre 1996 widmete sich John Roycroft zwei Fragen über die langsame Verbreitung der Studie, die bei Selmans Artikel offenblieben. Er stellte fest, dass beim Großmeisterturnier zu Hastings im August 1895 die Studie nicht im Turnierbuch erwähnt wurde, somit könne davon ausgegangen werden, dass die Komposition zu dieser Zeit unter den Spielern unbekannt war. Roycroft listet mehrere Faktoren auf, die dazu geführt haben können, dass sich die Studie nicht verbreitet hat. So hatte der Weekly Citizen nur wenige Leser verglichen mit dem Weekly Herald und Neilsons Falkirk Herald. Des Weiteren habe die Publikation selbst über mehrere Wochen hinweg gedauert und durch den Schreibstil nur wie eine Korrektur ausgesehen. Darüber hinaus wurde der Unterverwandlungszug im Text versteckt und kein Diagramm bei der Lösung angegeben. Barbier erkrankte im Sommer, während Löser keine entsprechenden Briefe an das British Chess Magazine sandten. Das Schachturnier zu Hastings beanspruchte ebenfalls viel Platz in Schachkolumnen. Auch die Kopiermöglichkeiten waren nicht weiträumig verbreitet. Neilsons Kolumne schließlich enthielt, wie Selman und Roycroft in Augenschein nahmen, 1895 keinen Nachdruck der Studie und ihr Einfluss war vermutlich auch gering. Somit gab es zwischen 1895 und dem Juli 1902 keine breite Publikation der Studie.
Das andere Rätsel war, dass Lasker laut Selman die Studie von Neilson im Oktober 1902 gezeigt bekam, sie jedoch von Lasker angeblich bereits beim Großmeisterturnier zu Monte Carlo im Februar und März 1902 herumgezeigt wurde. Roycroft löste das Mysterium durch weitere Recherchen und fand heraus, dass sich Lasker zwar nicht vor dem Großmeisterturnier in Glasgow aufhielt, jedoch Richard Teichmann im Januar 1902 Glasgow besuchte. Roycroft zitiert den Oxford Companion of Chess, wonach Teichmann selten Artikel schrieb, und sieht dies als Erklärung dafür, dass Teichmann die Studie nicht vor dem Turnier zu Monte Carlo verbreitete. Da Teichmann über vier Monate hinweg Vorträge im Glasgower Schachklub gehalten hatte, müsse ihm dort jemand, jedoch vermutlich nicht Neilson, die Studie gezeigt haben. Die Verbindung zu Lasker liege vermutlich in einer Aufgabe, die Lasker 1892 veröffentlicht hat und dessen Ähnlichkeit für die Spieler in Monte Carlo erheblich genug gewesen sein könnte, Lasker als Autor der Saavedra-Studie zu vermuten. Während die Deutsche Schachzeitung im Juli 1902 für die Saavedra-Studie angibt, der Autor sei unbekannt, nennt das Deutsche Wochenschach am 13. Juli 1902 (S. 231) Emanuel Lasker als vermuteten Autor. Am 25. Januar 1903 korrigierte das Deutsche Wochenschach diese Angabe auf Lesernachfrage, dass Lasker die Studie nur „der Vergessenheit entrissen“ habe. Roycroft merkt an, dass vermutlich der bekannte Name Laskers, dem die Aufgabe fälschlich zugeschrieben worden war, und nicht Lasker selbst in der Kolumne gemeint war. Durch die Veröffentlichungen hat Lasker nach Roycrofts Meinung bereits zu einem nicht näher bestimmbaren Zeitpunkt zwischen Juli und Oktober 1902 von der Studie erfahren, bevor Neilson sie ihm gezeigt hatte. Am 3. Oktober 1902 verwendete Lasker die Saavedra-Studie bei einem Vortrag im Glasgower Athenaeum, in dem Jahre zuvor auch Barbier Unterricht erteilte. Am 4. Oktober 1902 fuhr Lasker auf dem Schiff Columbia weiter nach New York City.
|   | a | b | c | d | e | f | g | h |   |
| 8 |   |   |   |   |   |   |   |   | 8 |
| 7 |   |   |   |   |   |   |   |   | 7 |
| 6 |   |   |   |   |   |   |   |   | 6 |
| 5 |   |   |   |   |   |   |   |   | 5 |
| 4 |   |   |   |   |   |   |   |   | 4 |
| 3 |   |   |   |   |   |   |   |   | 3 |
| 2 |   |   |   |   |   |   |   |   | 2 |
| 1 |   |   |   |   |   |   |   |   | 1 |
|   | a | b | c | d | e | f | g | h |   |

Lösung:
1. f7 Txe6+ 2. Kg5 Te5+ 3. Kg4 Te4+ 4. Kg3 Te3+ 5. Kf2 gewinnt
Die obige Stellung sollte 1892 im London Chess Fortnightly erschienen sein. Recherchen von Ken Whyld ergaben jedoch später, dass die Studie nicht in der angegebenen Quelle aufzufinden war.
Harold van der Heijden klärte 2006 die Frage, wie die Saavedra-Studie in Russland verbreitet wurde. Er fand dabei heraus, dass nicht die Veröffentlichung in der Deutschen Schachzeitung im Juli 1902 die älteste Publikation mit dem weißen Bauern auf c6 war, sondern bereits in Bohemia 1902 gezeigt wurde.

## Vorläufer
Die Idee, eine soeben umgewandelte Dame durch einen Spieß zu erobern, wurde bereits 1512 von Damiano de Odemira in einer, jedoch nach späteren Erkenntnissen durch Thompson inkorrekten, Studie gezeigt. 1853 folgte das Potter-Manöver in einer Studie von Kling und Horwitz. Eugene Beauharnais Cook zeigte 1864 vermutlich nach einer Stellung von Daniel Harrwitz das Pattmotiv im Bilguer. Das weiße Königsmanöver Kc2–b3 mit Doppelangriff, von Alexander Rueb als charged king move bezeichnet, wurde nicht vor der Saavedra-Studie gezeigt.
|   | a | b | c | d | e | f | g | h |   |
| 8 |   |   |   |   |   |   |   |   | 8 |
| 7 |   |   |   |   |   |   |   |   | 7 |
| 6 |   |   |   |   |   |   |   |   | 6 |
| 5 |   |   |   |   |   |   |   |   | 5 |
| 4 |   |   |   |   |   |   |   |   | 4 |
| 3 |   |   |   |   |   |   |   |   | 3 |
| 2 |   |   |   |   |   |   |   |   | 2 |
| 1 |   |   |   |   |   |   |   |   | 1 |
|   | a | b | c | d | e | f | g | h |   |

|   | a | b | c | d | e | f | g | h |   |
| 8 |   |   |   |   |   |   |   |   | 8 |
| 7 |   |   |   |   |   |   |   |   | 7 |
| 6 |   |   |   |   |   |   |   |   | 6 |
| 5 |   |   |   |   |   |   |   |   | 5 |
| 4 |   |   |   |   |   |   |   |   | 4 |
| 3 |   |   |   |   |   |   |   |   | 3 |
| 2 |   |   |   |   |   |   |   |   | 2 |
| 1 |   |   |   |   |   |   |   |   | 1 |
|   | a | b | c | d | e | f | g | h |   |

Lösungen:
Links: 1. g6! Txh6 2. g7 Th5+ 3. Kf4 Th4+ 4. Kf3 Th3+ 5. Kg2 Td3 6. g8D und Weiß steht auf Gewinn, muss aber noch genau spielen. 6. … Kc2 7. Db8 Nach 7. Da2+? Kc3!= würde Schwarz Remis erreichen. 7. … Td5 8. Db7 Td2+ 9. Kf3 Td3+ 10. Ke4 Tb3 11. Dd5 Kc3 12. Dd1 Kb2 13. Dd2+ Ka1 14. Kd4 Kb1 15. De2 Ka1 16. Dc2 Tb4+ 17. Kd3 Tb2+ 18. Dc3 Ka2 19. Da5+ Kb1 20. Da3 Ta2 21. Db3+ Tb2 22. Dd1+ Ka2 23. Kc3 und Weiß gewinnt.
Rechts: 1. Tb7+ Kc8 2. Tb5! c1D 3. Tc5+ Dxc5 patt

## Angebliche Vorwegnahme
Der irische Meister James Alexander Porterfield Rynd behauptete im Evening Herald am 25. Mai 1895, dem Datum von Barbiers Publikation der Lösung, die Saavedra-Stellung sei in einer seiner Partien vorgekommen. Er gab das folgende Partiefragment an, das angeblich drei oder vier Jahre zuvor gegen den Klubpräsidenten des in Dublin ansässigen Clontarf Chess Club, William Francis Lynam, gespielt worden sei. 2001 tauchte die Stellung erneut auf, als Tim Krabbé auf seiner Website den Artikel „The Saavedra Myth Exposed“ veröffentlichte. Nach weiteren Veröffentlichungen des Materials stritten sich Experten darüber, ob Porterfield Rynd die Wahrheit gesagt habe.
|   | a | b | c | d | e | f | g | h |   |
| 8 |   |   |   |   |   |   |   |   | 8 |
| 7 |   |   |   |   |   |   |   |   | 7 |
| 6 |   |   |   |   |   |   |   |   | 6 |
| 5 |   |   |   |   |   |   |   |   | 5 |
| 4 |   |   |   |   |   |   |   |   | 4 |
| 3 |   |   |   |   |   |   |   |   | 3 |
| 2 |   |   |   |   |   |   |   |   | 2 |
| 1 |   |   |   |   |   |   |   |   | 1 |
|   | a | b | c | d | e | f | g | h |   |

1. f6–f7 Tb5xe5+

2. Kh5–g4 Te5–e4+

3. Kg4–g3 Te4–e3+

4. Kg3–f2 Te3–e4

5. f7–f8T Te4–h4

6. Kf2–g3 und Schwarz gab auf.
Die einzige Veranstaltung, auf die die Beschreibung Porterfield Rynds zutreffen würde, war eine Simultanvorstellung am 18. Dezember 1890, bei der viele Zuschauer anwesend waren.
Die Authentizität der Partie wurde zwar angezweifelt, da Porterfield Rynd sie erst nach der Veröffentlichung im Glasgow Weekly Citizen publizierte, doch erst Roycroft legte im Januar 2002 eine Indizienkette vor, die gegen die Existenz der Partie spricht. So hat Porterfield Rynd die Partie nicht zeitnah publiziert, erst relativ spät auf die Kolumnen Barbiers reagiert, die er, wie aus seinen Reaktionen auf frühere Kolumnen Barbiers ableitbar sei, las. Details und Stellung, wie die Einleitung mit Schlagfall und der relativ schwache Klubpräsident als Gegner, weisen eher auf ein Plagiat hin. Auch macht Porterfield Rynd keine Angaben, wie der schwarze König nach h1 gelangt war. Als starkes Indiz führt Roycroft auf, dass Porterfield Rynd die Erfindung des Hilfsmatts beansprucht hat, sowie am 19. Oktober 1895 in seiner Kolumne eine weitere Studie plagiiert und als Partiestellung ausgegeben hat. Laut Ken Whyld erschien der Preisbericht auch im Juli 1895 im British Chess Magazine. Wie auch bei der Saavedra-Studie blieb Porterfield Rynd ruhig, als Tattersall die Studie 1911 in A Thousand Endgames publizierte. Roycroft sieht in den Gesamtumständen Porterfield Rynds Behauptung, beim Saavedra handelte es sich um eine Partiestellung eines seiner Spiele, für widerlegt. Auch Krabbé merkte in seinem Open Chess Diary an, dass er die Partie nun für erfunden hält.
|   | a | b | c | d | e | f | g | h |   |
| 8 |   |   |   |   |   |   |   |   | 8 |
| 7 |   |   |   |   |   |   |   |   | 7 |
| 6 |   |   |   |   |   |   |   |   | 6 |
| 5 |   |   |   |   |   |   |   |   | 5 |
| 4 |   |   |   |   |   |   |   |   | 4 |
| 3 |   |   |   |   |   |   |   |   | 3 |
| 2 |   |   |   |   |   |   |   |   | 2 |
| 1 |   |   |   |   |   |   |   |   | 1 |
|   | a | b | c | d | e | f | g | h |   |

|   | a | b | c | d | e | f | g | h |   |
| 8 |   |   |   |   |   |   |   |   | 8 |
| 7 |   |   |   |   |   |   |   |   | 7 |
| 6 |   |   |   |   |   |   |   |   | 6 |
| 5 |   |   |   |   |   |   |   |   | 5 |
| 4 |   |   |   |   |   |   |   |   | 4 |
| 3 |   |   |   |   |   |   |   |   | 3 |
| 2 |   |   |   |   |   |   |   |   | 2 |
| 1 |   |   |   |   |   |   |   |   | 1 |
|   | a | b | c | d | e | f | g | h |   |

Links: Weiß gewinnt durch 1. Lc7! De1+ 2. Kh2 Dxf2 3. Ld6! Df4+ 4. g3+ Dxg3+ 5. Lxg3 matt
Rechts: Angeblich endete die Partie durch 37. … Sd3 38. Dxf3 Db3 39. Dxd3 Dxd3 40. Lf7 Dxc2 41. Ka2 f4 42. gxf4 Dc4+ 43. b3+ Dxb3+ 44. Lxb3 matt

## Einfluss
In seinem Buch The Chess Endgame Study (Titel der Erstauflage: Test Tube Chess) nennt John Roycroft die Saavedra-Studie „unzweifelhaft die berühmteste aller Endspielstudien“.
Harrie Grondijs führt in No Rook Unturned (Stand: 2004) 36 weitere Studien an, die zu einer Stellung aus der Saavedra-Studie führen. Diese erschienen zwischen 1895 und 2003, wobei das angebliche Partiefragment von Porterfield Rynd gegen Lynam der früheste Eintrag ist. Mark Saweljewitsch Liburkin kombinierte die Idee dieser Komposition mit einer weiteren Unterverwandlung.
|   | a | b | c | d | e | f | g | h |   |
| 8 |   |   |   |   |   |   |   |   | 8 |
| 7 |   |   |   |   |   |   |   |   | 7 |
| 6 |   |   |   |   |   |   |   |   | 6 |
| 5 |   |   |   |   |   |   |   |   | 5 |
| 4 |   |   |   |   |   |   |   |   | 4 |
| 3 |   |   |   |   |   |   |   |   | 3 |
| 2 |   |   |   |   |   |   |   |   | 2 |
| 1 |   |   |   |   |   |   |   |   | 1 |
|   | a | b | c | d | e | f | g | h |   |

Lösung:
1. Sa2–c1 mit zwei Varianten:
1. … Tc5xb5 2. c6–c7 Tb5–d5+ 3. Sc1–d3 Td5xd3+ 4. Kd1–c2 Td3–d4! 5. c7–c8T! Td4–a4 6. Kc2–b3 gewinnt.
1. … Tc5–d5+ 2. Kd1–c2 Td5–c5+ 3. Kc2–d3 Tc5xb5 4. c6–c7 Tb5–b8! 5. c7xb8L! gewinnt